# TotalBiscuit
约翰·彼得·贝恩（John Peter Bain，1984年7月8日 - 2018年5月24日），網名TotalBiscuit ，是一位英国电子游戏评论员。他主要解说諸如星海爭霸等电子竞技遊戲。

## 生平
TotalBiscuit患有發展協調障礙。 他曾在德蒙福特大学学习法律。 
2005年至2010年期間，TotalBiscuit是一家魔兽世界广播电台負責人。他受邀参加 2005年的暴雪嘉年华，在那里他遇到了他未来的妻子吉娜·贝恩（Genna Bain）。 在离开魔兽世界广播电台后，TotalBiscuit创办了遊戲資訊網站Cynicalbrit.com。 
2010年，TotalBiscuit被一家金融咨询公司解雇。 就在他失业期间，正值魔獸世界：浩劫與重生测试版发布，他开始將自己的遊玩視頻上傳到YouTube上，由於YouTube會將廣告收入與內容創作者共享，他希望通过自己上傳的視頻賺點錢。 
2014年4月下旬，TotalBiscuit的结肠中出现了癌前病变，他的两位祖父母也曾罹患大腸癌。 一个月后，TotalBiscuit確認自己罹患大腸癌，并开始接受化疗。 
2015年4月，TotalBiscuit表示根據CT扫描的結果，大腸癌已完全缓解。然而根據2015年10月的CT扫描显示，虽然TotalBiscuit的大腸癌已經消失，但癌症已转移到肝脏，并且无法手术。 
2018年4月中旬，TotalBiscuit因剧烈背痛住院，医生发现癌症仍在扩散，正是因為癌症对他的脊柱產生压力，所以他出現了劇烈背痛。医生還发现他的癌细胞对药物的抗藥性太强，常规化疗已无效；TotalBiscuit還出現了肝功能衰竭症狀。TotalBiscuit的病情實際上已進入緩和照顧階段。 
2018年5月24日，TotalBiscuit因肝性脑病昏迷并去世。 